# Siegfried Lewinsky
Siegfried Lewinsky (geboren 24. Mai 1881 in Kempen, Kreis Schildberg; gestorben 29. Juni 1958 in Dresden) war ein deutscher Schauspieler.

## Leben
Siegfried Lewinsky wurde am 24. Mai 1881 im damals preußischen Kempen geboren, besuchte hier das humanistische Gymnasium und ging zunächst nach Berlin, um sich bei Heinrich Oberländer auf eine Bühnenlaufbahn vorzubereiten. Nach Abschluss des Studiums folgte das erste Engagement 1901 am Stadttheater in Wesel, später dann in Stettin.
1909 holten ihn Nikolaus Graf von Seebach und Karl Zeiss an das Königliche Hoftheater in Dresden. Zunächst mit Nebenrollen betraut, spielte er nach der Einweihung des Schauspielhauses dann auch Hauptrollen, wie den Priamus in Shakespeares Troilus und Cressida.
Am 31. August 1934 wurde Lewinsky seiner jüdischen Abstammung wegen in den Ruhestand versetzt, da man ihn nach 25-jähriger Zugehörigkeit nicht entlassen konnte. Bereits am 16. Februar dieses Jahres war er im Rahmen des Winterprogramms der Fraternitas-Loge der Israelitischen Religionsgemeinde Dresden aufgetreten. Von da an gehörte er zu den aktivsten Künstlern, die von nun an regelmäßig in der Jüdischen Gemeinde auftraten, u. a. stand er hier mit Jenny Schaffer, Julius Wahle, Otto Bernstein und Walter Goldmann auf der Bühne.
Nach der Reichspogromnacht 1938 wurde Lewinsky am 13. November in das KZ Buchenwald deportiert, konnte aber am 14. Dezember 1938 wieder freikommen. Siegfried Lewinsky war mit Martha, geb. Müller, einer Nichtjüdin, verheiratet („privilegierte Ehe“), und stand daher unter einem gewissen, jedoch zunehmend unsicherer werdenden Schutz. 1943 verzeichnete Victor Klemperer mehrfach in seinem Tagebuch Besuche von Lewinsky bei ihm, da er ihm Bücher und Zeitungen beschaffte.
Lewinsky sollte zwar mit dem letzten Judentransport am 16. Februar 1945 von Dresden aus in das KZ Theresienstadt deportiert werden, durch den Bombenangriff auf Dresden am 13. Februar kam dieser Transport jedoch nicht (mehr) zustande. Lewinsky konnte untertauchen und überlebte als einer der ganz wenigen jüdischen Künstler Dresdens die Zeit der NS-Herrschaft.
Noch im selben Jahr spielte er wieder im Dresdner Staatsschauspiel in Interimsspielstätten, später am Großen Haus und stand u. a. in Kater Lampe (Volkskomödie), Der Hauptmann von Köpenick (Carl Zuckmayer) und Das Gottes Kind (ein Weihnachtsspiel von Emil Alfred Herrmann (1871–1957)). Auch in der Jüdischen Gemeinde trat er wieder auf, sowohl bei allgemeinen kulturellen Veranstaltungen, als auch u. a. zu Purimfesten.
1951 stand Lewinsky als Fußgänger in dem Stück Das Glockenspiel des Kreml (Originaltitel: Кремлёвские курант) von Nikolai Fedorowitsch Pogodin das letzte Mal auf der Bühne. Am 29. Juni 1958 starb Siegfried Lewinsky in Dresden. Knapp ein Jahr später starb auch seine Frau und wurde neben ihm auf dem Neuen Jüdischen Friedhof bestattet (Grab-Nr.: AIR 19/27).